# Energia
|  | Per a altres significats, vegeu «Energia (desambiguació)». |

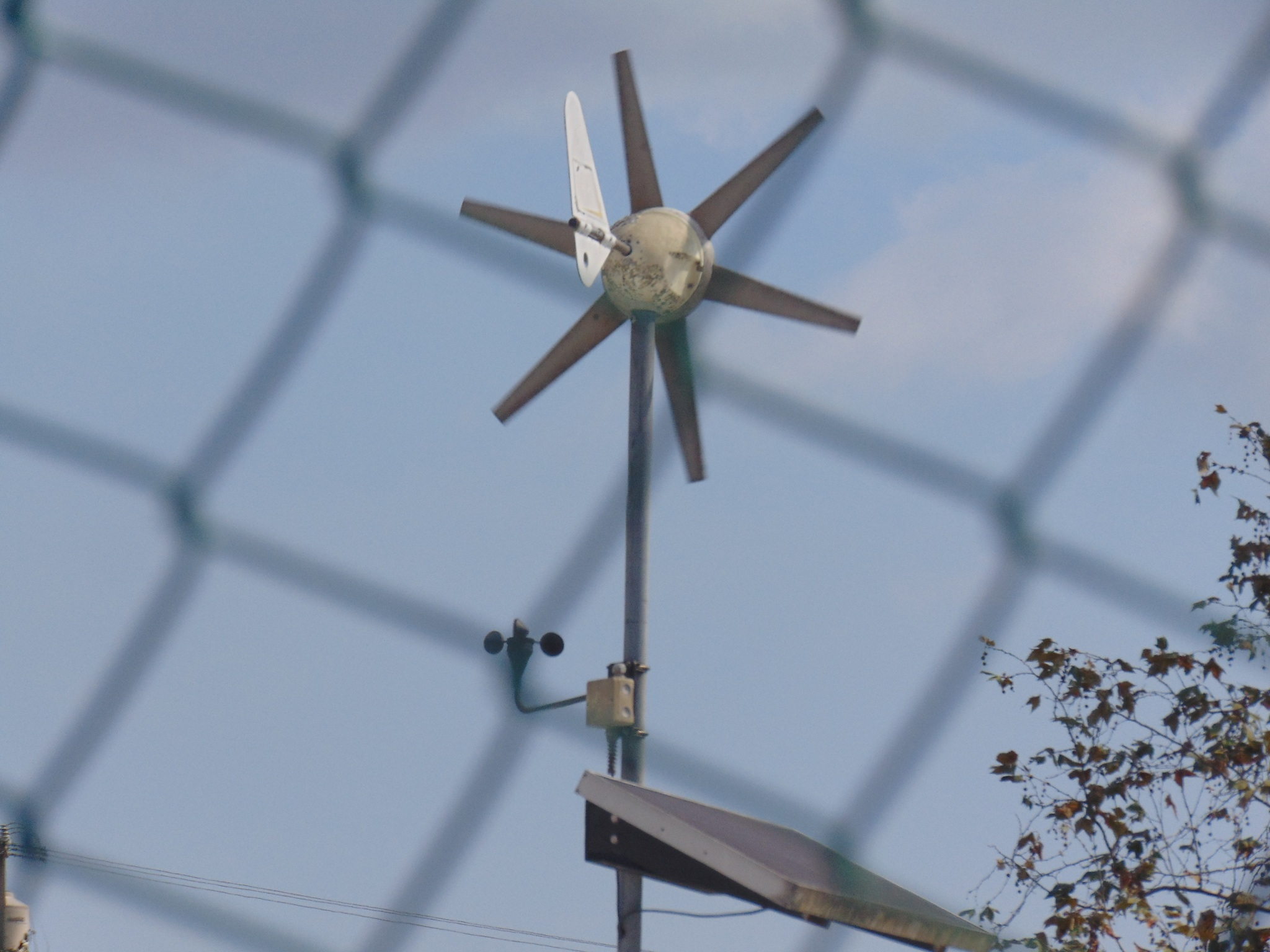
Recolector d'energia

L'energia és una magnitud física que és un atribut present en qualsevol mode de sistema físic i que es pot manifestar en forma de treball útil, de calor, de llum o altres maneres. Està molt relacionada amb el treball, l'entalpia, l'entropia i, en física nuclear, la massa. L'energètica, que inclou la termodinàmica i altres aspectes, és la branca de la ciència que s'ocupa de l'estudi de l'energia i la tecnologia energètica la que l'aplica. L'energia és un nexe d'unió que apareix en totes les àrees de la física i també en altres camps, com la química, el medi ambient o l'economia. En el sistema internacional, l'energia es mesura en joules, però moltes altres unitats s'hi usen també sovint, com la caloria, el quilowatt-hora o l'electró-volt.
Un sistema té energia potencial, és a dir, energia en potència, que pot usar en unes circumstàncies particulars i que, mentre no ho fa, la "guarda" o emmagatzema en ell mateix, i una suma de les energies que té "actives" a conseqüència de diversos factors, com per exemple el fet d'estar en moviment (energia cinètica), de trobar-se sota els efectes d'un camp gravitatori o electromagnètic, de la temperatura a la qual es troba (energia tèrmica), o simplement per la natura química i física que descriu com està estructurada la matèria que conforma aquest sistema (energia interna, energia d'enllaç, energia nuclear, etc.). En un univers tancat, la suma d'energia i massa es conserva, però l'energia útil disminueix amb cada transformació, ja que inevitablement una part se'n dissipa en forma de calor.
Els éssers vius necessiten fer transformacions energètiques al seu cos per poder viure. Els humans introduïm energia al cos humà per mitjà de l'alimentació, sense la qual morim. El consum mitjà mundial anual per persona d'energia endosomàtica és d'uns cent vint watts. A més, els humans tenim la particularitat d'utilitzar l'energia de manera exosomàtica, per a fer funcionar ordinadors, desplaçar-nos, cuinar, obtenir aigua, etc. Actualment, la usem sobretot en forma d'energia elèctrica, que obtenim principalment de centrals tèrmiques i nuclears. Els combustibles emprats són, en general, finits a la Terra i amb reserves inferiors a un segle. El consum energètic endosomàtic i exosomàtic per part dels humans comporta actualment importants conseqüències socials, econòmiques i polítiques relacionades amb la globalització, la sostenibilitat i el poder dels grans accionistes i empresaris sobre la resta de persones.

## Etimologia
El mot català "energia" prové del grec ἐνέργεια, energeia.

## Concepte
L'energia, en general, és una quantitat abstracta que no es pot visualitzar fàcilment.[Text poc precís] En física, existeixen moltes equacions que permeten calcular quanta energia i de quin tipus és la que conté un sistema determinat. Per la teoria de la relativitat, sabem que l'energia es pot transformar en massa, i a l'inrevés, d'acord amb la famosa equació d'Einstein: {\displaystyle E=mc^{2}}. Així, el principi de conservació s'aplica conjuntament a la massa i a l'energia.
En el cas més senzill, l'aplicació d'una força a través d'una distància unidimensional, l'energia necessària és: {\displaystyle E=\int f(x)\,dx}, i és f(x) la quantitat de força que cal aplicar-hi en cada punt. En la pràctica, fàcilment tota l'energia emmagatzemada en un sistema per a produir treball. En l'exemple del cos en caiguda lliure, l'energia potencial es transforma fàcilment en energia cinètica, però l'energia interna del cos (energia química i atòmica) no es transforma.

## Tipus d'energia
L'espècie humana es beneficia d'energia exosomàtica (electricitat, llenya, carbó, etc.) a més de consumir, com altres éssers vius, energia endosomàtica (aliments).
La biologia i la bioquímica tracten l'energia utilitzada directament en el cos de l'individu que se n'aprofita. Alguns altres tipus d'energia són:
- Energia cinètica: és la que conté un cos per raó del seu moviment.
- Energia potencial: és la capacitat o potencialitat d'un cos per a tenir energia en altres circumstàncies com, per exemple posant-se en moviment o movent-se a més velocitat, pel trencament o formació d'un enllaç químic, etc.
- Energia química interna: l'energia que té una molècula per la seva estructura i l'estat dels àtoms que la componen.
- Energia elèctrica: és un tipus d'energia potencial relacionada amb la posició d'una càrrega elèctrica en un camp elèctric.
- Massa: d'acord amb la teoria de la Relativitat, la massa i l'energia es poden intercanviar. Se sol anomenar energia atòmica o energia nuclear l'obtinguda per la fusió o fissió dels nuclis atòmics.
- Energia electromagnètica o radiant: és l'existent en un medi físic, causada per ones electromagnètiques, mitjançant les quals es propaga directament sense desplaçament de la matèria.
- Energia calorífica o tèrmica: és un tipus d'energia que es transmet en forma de calor d'un cos a un altre.
- Energia potencial gravitatòria o gravitacional: és l'energia vinculada a la gravetat i, per tant, al pes.
- Energia nuclear: és l'energia que manté juntes les partícules del nucli dels àtoms en un espai molt reduït.[2]
- Energia radiant: és l'energia que transporten les ones electromagnètiques, com la llum, les ones de ràdio, les radiacions ultraviolades...[2]
- Energia sonora: és l'energia cinètica del moviment de vibració que es desplaça a través de les molècules d'aire.[2]

### Energia mecànica
| L'energia mecànica pot ser convertida | L'energia mecànica pot ser convertida |
| en                                    | mitjançant                            |
| ------------------------------------- | ------------------------------------- |
| Energia mecànica                      | Palanca                               |
| Energia tèrmica                       | Frens                                 |
| Energia elèctrica                     | Dinamo                                |
| Radiació electromagnètica             | Sincrotró                             |
| Energia química                       | Mistos                                |
| Energia nuclear                       | Accelerador de partícules             |

L'energia mecànica es manifesta de moltes formes; a grans trets, es podria diferenciar entre energia potencial i energia cinètica. Tanmateix, el terme energia potencial és molt genèric, ja que l'energia potencial existeix en tots els camps de força, com el camp gravitatori, el camp electroestàtic o el camp magnètic. El terme energia potencial fa referència a la capacitat d'un cos per a realitzar treball per raó de la seva posició en un camp de forces.
L'energia mecànica pot ser causada per forces conservatives, per forces no conservatives o per totes dues. Les forces conservatives són les que deriven de potencial. El teorema de l'energia aplicat a dos estats d'un sistema mecànic en fa un balanç i diu que l'increment d'energia cinètica entre els dos estats és igual a la variació de treball realitzat per totes les forces, les interiors al sistema i les exteriors, aplicades a aquest. D'aquest teorema es desprèn que la variació d'energia cinètica entre dos estats mecànics és igual al treball no conservatiu, és a dir, al realitzat per les forces no conservatives.
L'energia potencial es defineix com el treball fet per un objecte contra una força donada en canviar de posició.

#### Energia elàstica potencial

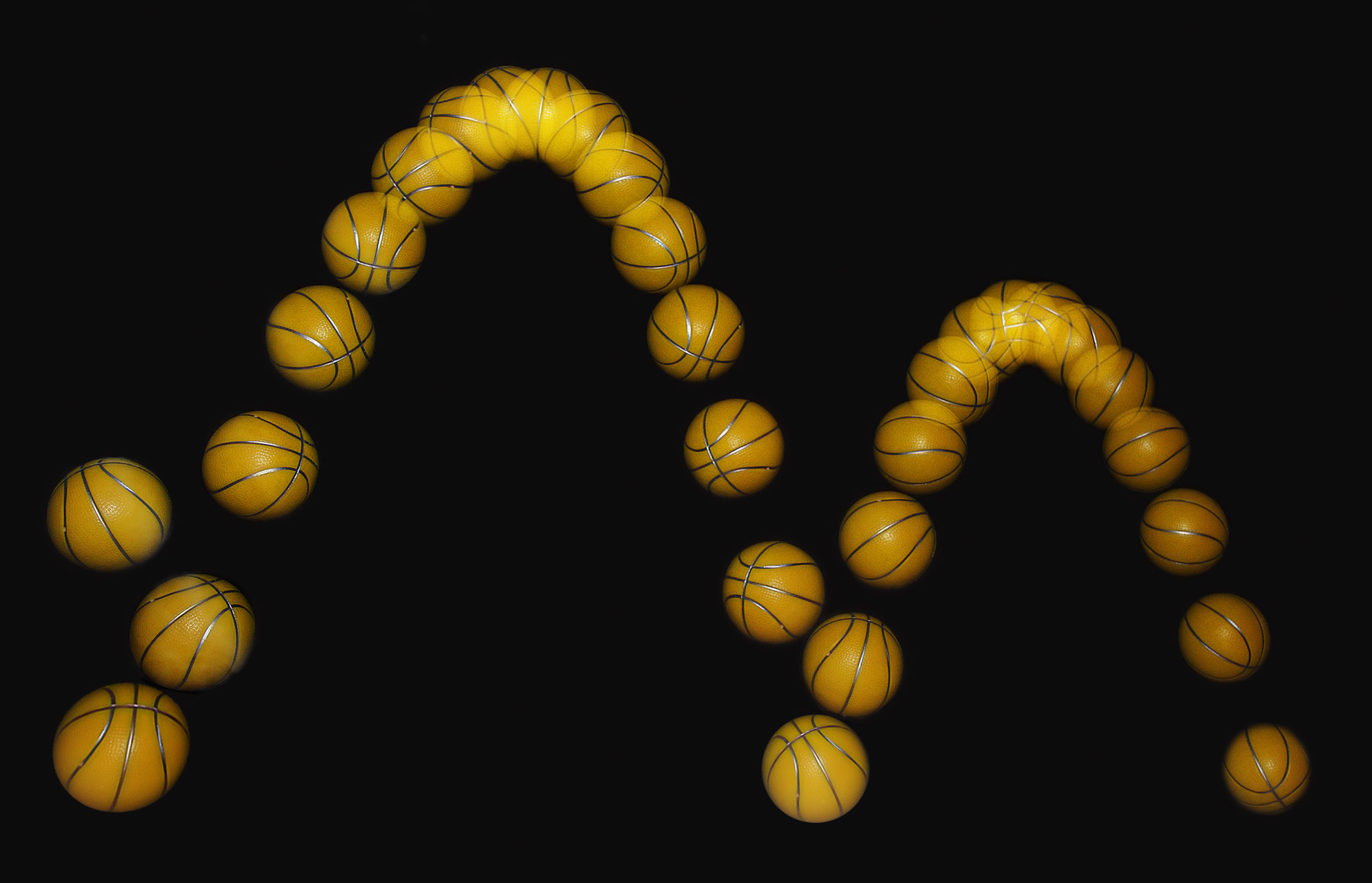
Quan una pilota cau sota la influència de la gravetat, s'accelera en la seva caiguda, la seva energia potencial inicial (deguda a la seva posició elevada) es perd mentre es guanya energia cinètica. Quan la pilota impacta sobre una superfície dura es deforma. Quan la pilota bota i s'eleva de nou, l'energia cinètica disminueix i augmenta l'energia potencial. Part d'energia es perd en forma de calor, per exemple, a causa les deformacions elàstiques o inelàstiques que pateix la pilota, de la resistència de l'aire i d'altres factors.

L'energia potencial elàstica es defineix com el treball necessari per a comprimir (o expandir) un ressort. La força F en una molla, o en qualsevol altre sistema que obeeixi la llei de Hooke, és proporcional a l'extensió o la compressió, x:
{\displaystyle F=-kx}
en què k és la constant elàstica que depèn de cada molla (o sistema) i ens indica si la molla (o el sistema) presenta poca o molta resistència a deformar-se quan li apliquem una força.
L'energia potencial elàstica s'expressa per:
{\displaystyle U={\frac {1}{2}}kx^{2}}.

#### Energia cinètica
L'energia cinètica, simbolitzada per exemple amb Ek, T o K, és l'energia que té un cos pel fet d'estar accelerat o desaccelerat. En calcular aquesta energia, hom pot arribar a aquesta equació:
{\displaystyle E_{\rm {k}}={1 \over 2}mv^{2}}
La massa en repòs té una energia, anomenada energia de repòs igual a:
{\displaystyle E_{\rm {rest}}=mc^{2}}

### Energia gravitacional
La força gravitatòria és igual a la massa, m, multiplicada per l'acceleració de la gravetat g = 9.81 m/s². En aquest cas, l'energia potencial gravitatòria es determina amb l'equació:
{\displaystyle E_{\rm {p,g}}=mgh}
Una expressió més general per a l'energia potencial deguda a la llei de la gravitació universal entre dos cossos o masses m1 i m₂, útil en astronomia, és:
{\displaystyle E_{\rm {p,g}}=-G{{m_{1}m_{2}} \over {r^{2}}}},
en què r és la separació entre els dos cossos i G és la constant de la gravitació, 6,6742(10)×10−11 m³kg−1s−2.
A efectes pràctics, pot emprar-se per a emmagatzemar energia (energia hidroelèctrica, pesses d'un rellotge...)

### Energia tèrmica
| L'energia tèrmica es pot convertir | L'energia tèrmica es pot convertir |
| en                                 | mitjançant                         |
| ---------------------------------- | ---------------------------------- |
| Energia mecànica                   | Turbina de vapor                   |
| Energia tèrmica                    | Intercanviador de calor            |
| Energia elèctrica                  | Termoparell                        |
| Radiació electromagnètica          | Objectes calents                   |
| Energia química                    | Alt forn                           |
| Energia nuclear                    | Supernova                          |

L'energia tèrmica dels materials (els gasos, el plasma, els sòlids, etc.) és l'energia associada amb el moviment microscòpic i aleatori de les partícules que els constitueixen.
La calor es defineix com la manifestació de l'energia interna quan un sistema efectua un procés, cíclic o no, mitjançant canvis de temperatura, sigui del sistema, sigui del medi que l'envolta.
En un gran nombre de situacions, és possible utilitzar l'energia alliberada per un sistema per a elevar la temperatura d'un altre objecte, per exemple, l'aigua que escalfa un escalfador. També és possible mesurar la quantitat d'energia elèctrica necessària per a elevar la temperatura de l'objecte. La caloria va ser definida com la quantitat d'energia necessària per a elevar la temperatura d'un gram d'aigua 1 °C (aproximadament 4,1855 joules).
| L'energia elèctrica pot ser convertida | L'energia elèctrica pot ser convertida   |
| en                                     | mitjançant                               |
| -------------------------------------- | ---------------------------------------- |
| Energia mecànica                       | Motor elèctric                           |
| Energia tèrmica                        | Resistència                              |
| Energia lumínica                       | Bombeta, fluorescent                     |
| Radiació electromagnètica              | Díode LED                                |
| Energia química                        | Electròlisi                              |
| Energia nuclear                        | Sincrotró                                |
| L'energia elèctrica es pot obtenir     |                                          |
| a partir de                            | mitjançant                               |
| Energia mecànica                       | Generador elèctric                       |
| Energia tèrmica                        | Termoparell                              |
| Energia elèctrica                      | Transformador                            |
| Radiació electromagnètica              | Cèl·lula fotoelèctrica                   |
| Energia química                        | Pila de combustible                      |
| Energia nuclear                        | Generador termoelèctric per radioisòtops |

### Energia elèctrica

#### Energia electroestàtica
L'energia potencial electroestàtica d'una determinada configuració de càrregues es defineix com el treball termodinàmic que s'ha de fer contra la força electroestàtica per tal de reorganitzar les càrregues des d'una separació infinita fins a la configuració considerada (o el treball fet contra la força electroestàtica per separar les càrregues d'una configuració donada fins a l'infinit). Per a dues càrregues puntuals Q1 i Q₂ separades per una distància r, aquest treball i l'energia potencial elèctrica és igual a:
{\displaystyle E_{\rm {p,e}}={1 \over {4\pi \epsilon _{0}}}{{Q_{1}Q_{2}} \over {r}}}
En què ε0 és la permitivitat del buit 107/4πc0² o 8.854188…×10−12 F/m. Si la càrrega s'acumula en un condensador de capacitància C, no es pren com a configuració de referència aquella en què hi ha una separació infinita entre les càrregues, sinó aquella en què són extremadament properes, de manera que hi ha una càrrega neta nul·la en cada placa del condensador. La justificació per a aquesta preferència és purament pràctica: és més fàcil mesurar la diferència de voltatge i la magnitud de la càrrega en les plaques d'un condensador en una situació de condensador descarregat, en què les càrregues són molt properes de manera que els electrons i els ions es recombinen neutralitzant-se. En aquest cas, el treball i l'energia potencial elèctrica vindrà determinada per:
{\displaystyle E_{\rm {p,e}}={{Q^{2}} \over {2C}}}

#### Energia del corrent elèctric
Si un corrent elèctric passa a través d'una resistència, part de l'energia del corrent elèctric es converteix en calor. Si el corrent passa a través d'un aparell elèctric, una part de l'energia del corrent es pot convertir potencialment en altres formes d'energia (una part sempre es dissiparà en forma de calor). La quantitat d'energia d'un corrent elèctric es pot expressar de diferents maneres, per exemple:
{\displaystyle E=UQ=UIt=Pt={{U^{2}}{t} \over {R}}={I^{2}}Rt}
en què U és la diferència de potencial elèctric (en volts), Q és la càrrega (en coulombs), I és la quantitat de corrent (en amperes), t és el temps durant el qual flueix el corrent (en segons), P és la potència (en watts) i R és la resistència elèctrica (en ohms). La darrera de les expressions anteriors és especialment important per a la mesura pràctica de l'energia, ja que la diferència de potencial, la resistència i el temps poden ser mesurats amb una precisió considerable.

#### Energia radiant
| La radiació electromagnètica pot ser convertida | La radiació electromagnètica pot ser convertida |
| en                                              | mitjançant                                      |
| ----------------------------------------------- | ----------------------------------------------- |
| Energia mecànica                                | Vela solar                                      |
| Energia tèrmica                                 | Col·lector solar                                |
| Energia elèctrica                               | Cèl·lula fotovoltaica                           |
| Radiació electromagnètica                       | Òptica no lineal                                |
| Energia química                                 | Fotosíntesi                                     |
| Energia nuclear                                 | Espectroscòpia Mössbauer                        |

L'energia radiant és l'energia de les ones electromagnètiques continguda en la llum visible i altres formes de radiació, com els raigs X. Quan la matèria absorbeix la radiació, experimenta un augment de l'energia tèrmica; també es poden experimentar canvis en les substàncies.
La quantitat d'energia radiant es pot calcular integrant el flux radiant (o potència) respecte al temps, com en el cas de qualsevol altre tipus d'energia, en unitats del SI es mesura en joules.
La radiació electromagnètica, com les microones, la llum visible o la radiació gamma, és un flux d'energia electromagnètica. Aplicant les equacions anteriors al component elèctric o magnètic dels camps electromagnètics, podrem calcular tant la densitat volumètrica com el flux d'energia. El vector de Poynting resultant s'expressa com:
{\displaystyle \mathbf {S} ={\frac {1}{\mu }}\mathbf {E} \times \mathbf {B} ,}
en unitats del SI dona la densitat del flux d'energia i la seva direcció.
L'energia de la radiació electromagnètica està quantificada, presenta uns determinats nivells d'energia discrets. L'espai entre aquests nivells és igual a:
{\displaystyle E=h\nu }
en què h és la constant de Planck, 6,6260693(11)×10−34 Js, i ν és la freqüència de la radiació. Aquesta quantitat d'energia electromagnètica és el que s'anomena fotó. Els fotons de la llum visible tenen energies de 270–520 yJ, equivalent a 160–310 kJ/mol, la força dels enllaços químics més febles.

### Energia química
| L'energia química es pot convertir | L'energia química es pot convertir |
| en                                 | mitjançant                         |
| ---------------------------------- | ---------------------------------- |
| Energia mecànica                   | Múscul                             |
| Energia tèrmica                    | Foc                                |
| Energia elèctrica                  | Pila de combustible                |
| Radiació electromagnètica          | Lampírids                          |
| Energia química                    | Reacció química                    |

L'energia química és l'energia deguda a l'associació dels àtoms en molècules o d'altres agregats de matèria. Pot ser definida com el treball fet per les forces elèctriques durant el rearranjament de les posicions de les càrregues elèctriques, electrons i protons, durant el procés d'agregació. Bàsicament, es tractaria de l'energia potencial electroestàtica de les càrregues elèctriques. Si l'energia química d'un sistema decreix durant una reacció química, la diferència serà transferida a l'entorn que l'envolta en diferents formes, sovint calor o llum; d'altra banda, si l'energia química d'un sistema s'incrementa com a resultat d'una reacció química, la diferència serà aportada pel seu entorn, habitualment també en forma de calor o llum. Per exemple,
- quan dos àtoms d'hidrogen reaccionen per formar una molècula de dihidrogen (H₂), l'energia química decreix en 724 J, aquest valor es correspon a l'energia d'enllaç de l'enllaç H–H;
- quan es treu un electró de l'àtom d'hidrogen, per formar un ió H+ (en l'estat gasós), l'energia química s'incrementa en 2,18 aJ; aquest valor correspon a l'energia d'ionització de l'hidrogen.

És habitual expressar els canvis de l'energia química prenent com a referència un mol de la substància en qüestió: els valors típics per als canvis de l'energia química per mol durant una reacció anirien de desenes a centenars de quilojoules per mol.
L'energia química tal com s'ha definit més amunt també és coneguda pels químics com a energia interna, U: tècnicament, es mesura mantenint el volum del sistema constant. Tanmateix, la major part de la química pràctica es desenvolupa a pressió constant, de manera que si el volum canvia durant la reacció, caldrà aplicar una correcció per tal de tenir en consideració el treball fet per o sobre l'atmosfera per tal d'obtenir l'entalpia, H:
ΔH = ΔU + pΔV
Caldrà una correcció addicional, per al canvi a l'entropia, S, per tal de determinar si una reacció química es produeix o no, donada l'energia de Gibbs, G:
ΔG = ΔH − TΔS
Aquestes correccions són negligibles de vegades, però sovint no ho són, especialment en el cas de les reaccions que involucren gasos.
Des de la Revolució industrial, la combustió de carbó, petroli, gas natural o productes derivats d'aquest ha estat la manera més important de transformar l'energia química en altres formes d'energia. El consum (realment haurien de parlar de transformació, ja que segons la llei de conservació l'energia no es consumeix, només es transforma) s'acostuma a expressar en referència a l'energia obtinguda per la combustió d'aquests combustibles fòssils:
1 tona equivalent de carbó = 29,3076 GJ = 8.141 quilowatt-hora
1 tona equivalent de petroli = 41,868 GJ = 11.630 quilowatt-hora
De la mateixa manera, un dipòsit de gasolina (45 litres) equivaldria a uns 1,6 GJ d'energia química. Una altra unitat per a mesurar l'energia química alliberada és la tona de TNT, uns 4,184 GJ. És a dir, l'energia obtinguda de cremar una tona de petroli equivaldria a unes 10 vegades la que alliberaria una explosió d'una tona de TNT.
Altres exemples d'emmagatzemament d'energia química són les bateries o els aliments. La digestió dels aliments i la seva metabolització per l'organisme, sovint amb oxigen, provoca l'alliberament d'energia que al seu torn és transformada en energia cinètica pels muscles.

## Energia solar
L'energia solar és l'energia nuclear que es produeix al Sol, que funciona com un reactor nuclear de fusió gegant natural, fusionant àtoms cada vegada més grans. Irradia llum, calor (energia tèrmica) i radioactivitat. Només una part de la irradiació solar que incideix en l'atmosfera terrestre aconsegueix traspassar-la i incidir en la superfície de la Terra. En totes les estrelles, es produeix energia de la mateixa manera.

## Transformacions d'energia

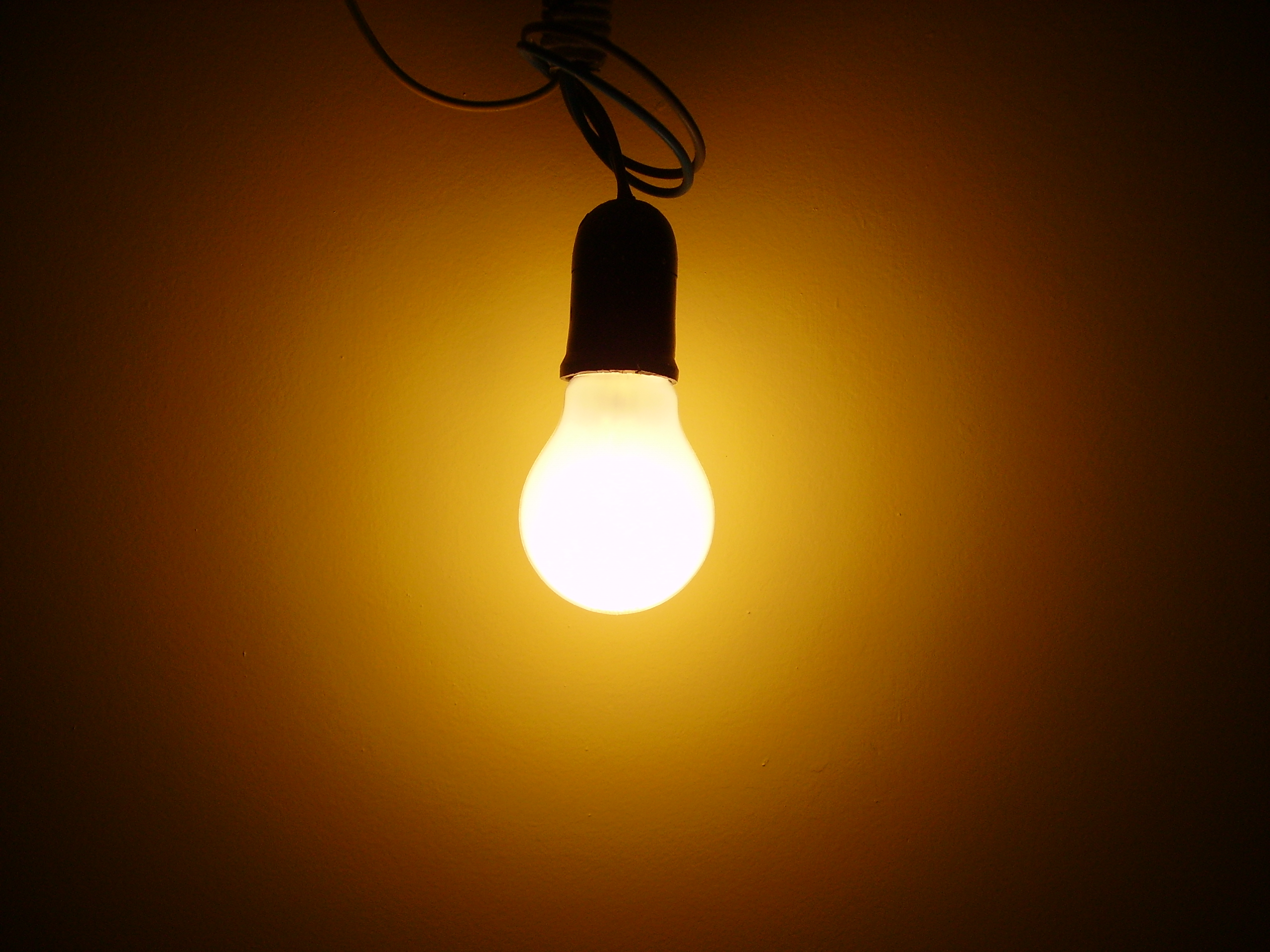
Transformació d'energia elèctrica a energia lumínica i calor

L'energia d'alguns tipus es pot transformar en energia d'alguns altres tipus, en treball (útil o no), en llum i en calor. Moltes d'aquestes transformacions es fan de manera espontània en la natura, per exemple en el metabolisme humà o en la respiració de les plantes.
Altres transformacions es fan per mitjà de màquines, tèrmiques o no, o d'instal·lacions industrials (centrals tèrmiques, nuclears, parcs eòlics, etc.) creades pels humans. La majoria de màquines necessita una aportació externa d'energia per a funcionar, algunes ho fan amb energia cinètica, com per exemple una bicicleta (l'energia mecànica produïa per les cames, que prové de l'energia endosomàtica de la persona) o una manivel·la, l'energia solar d'una calculadora o d'alguns gadgets i joguines, l'energia de combustió dels motors i dels gasodomèstics, l'energia elèctrica dels electrodomèstics i aparells electrònics, etc. Els llums transformen una petita part de l'energia elèctrica en energia lumínica, les turbines transformen l'energia mecànica de fluids que passen per les seves pales en energia cinètica a la màquina, els generadors elèctrics transformen l'energia química, mecànica o lluminosa en electricitat.

## Mesura

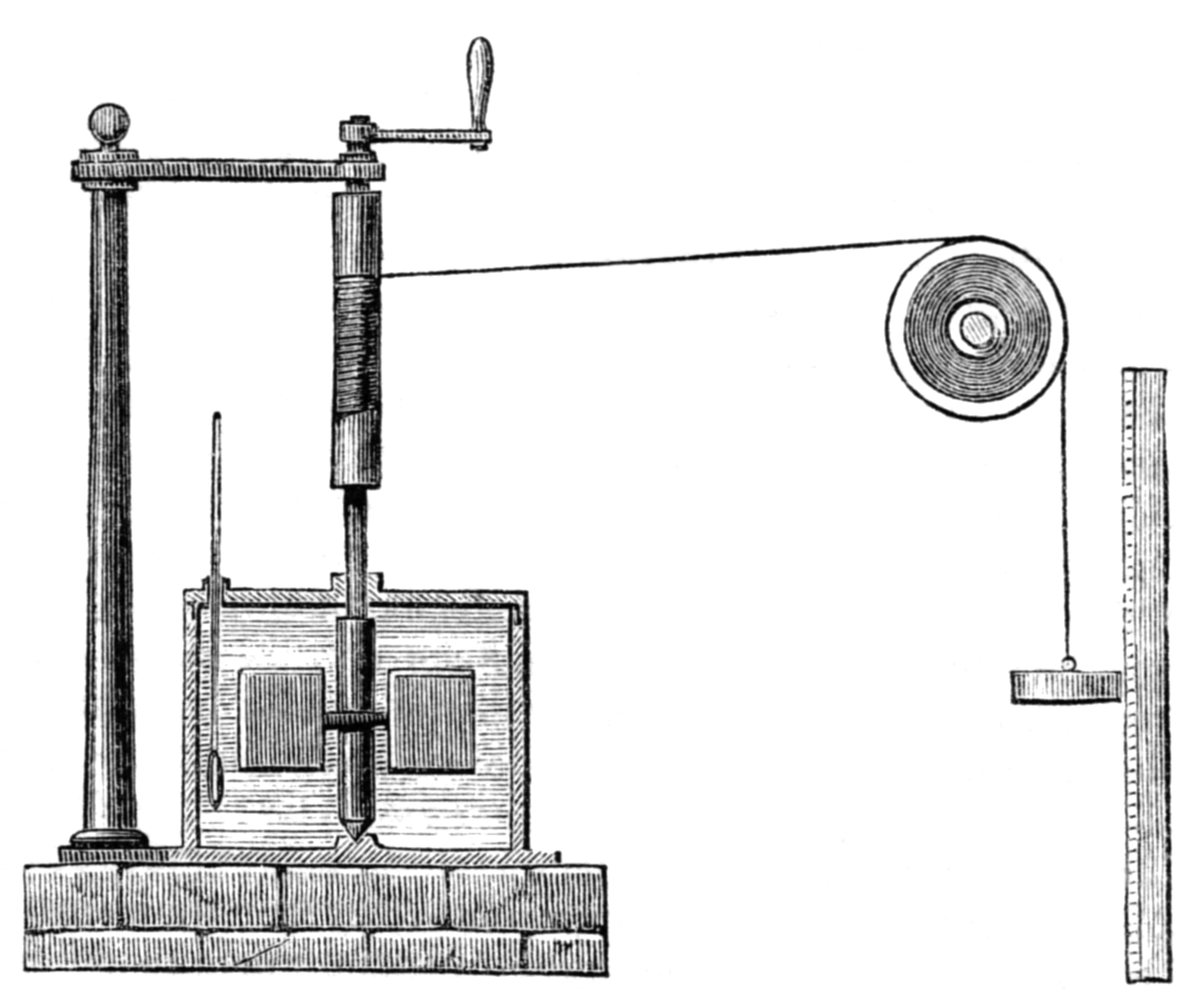
Antic aparell per a mesurar l'equivalent mecànic de la calor

La mesura absoluta de l'energia no és possible, perquè es defineix com el treball que un sistema pot fer sobre un altre; per tant, només la transició d'un sistema d'un estat vers un altre pot ser mesurada; és a dir, la diferència o increment d'energia entre dos estats.
Els mètodes per a mesurar l'energia són sovint indirectes, els utilitzats per la mesura d'altres magnituds, com per exemple la massa, la distància, la radiació, la temperatura, el temps, la càrrega elèctrica o el corrent elèctric, i a partir d'aquests es calcula l'energia per mitjà de taules o equacions que les relacionen.

## Unitats

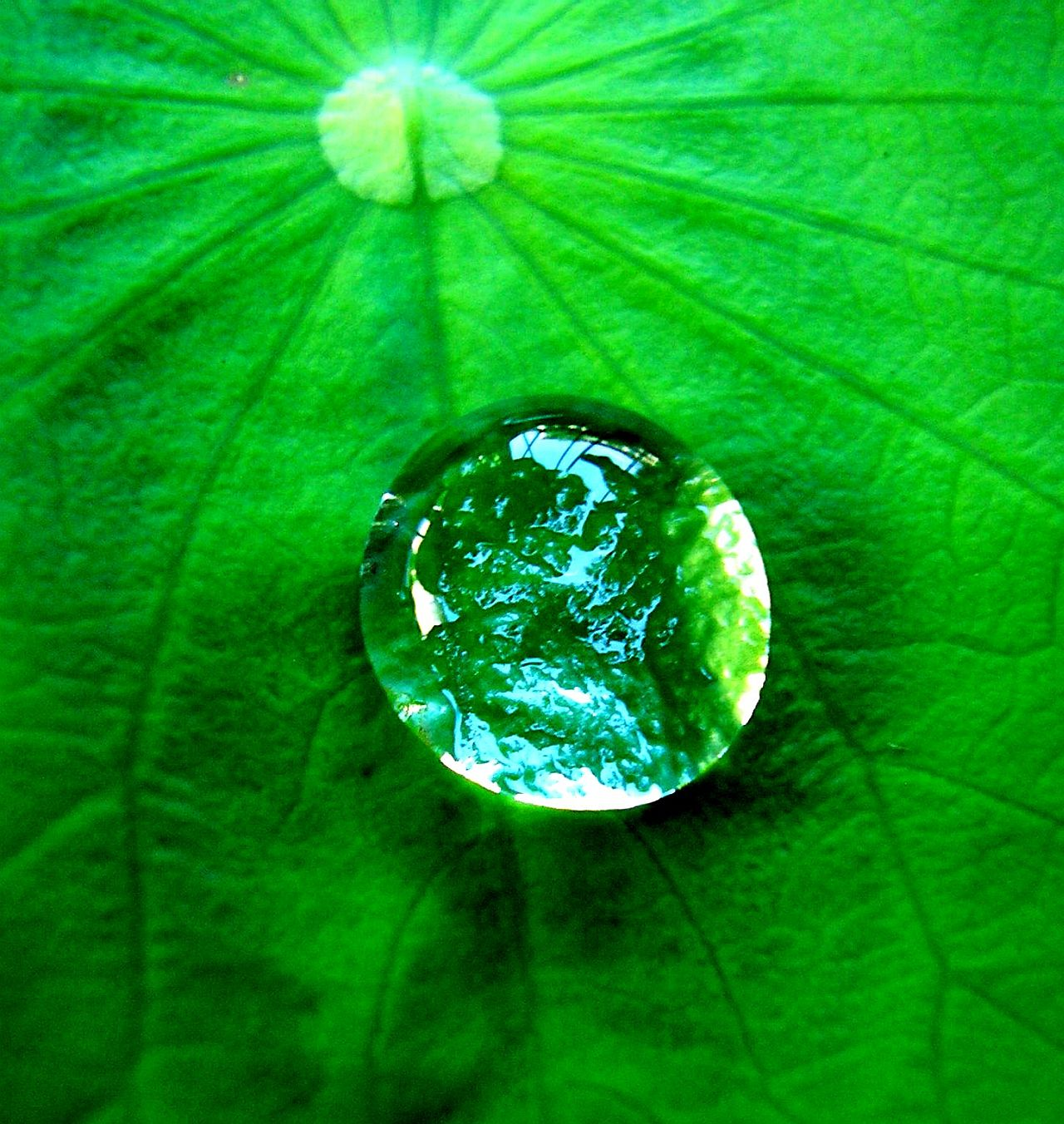
Una caloria és l'energia necessària per a escalfar vint gotes d'aigua en un grau Celsius de temperatura

Al llarg de la història de la ciència, el valor de l'energia s'ha expressat en diferents unitats, com l'erg de l'antic sistema CGS; però, actualment, la unitat acceptada del Sistema Internacional per a l'energia és el joule i els seus múltiples i submúltiples. Altres unitats que s'usen molt són la caloria, el quilowatt-hora i l'electró-volt, i encara n'hi ha d'altres diferents.
Algunes equivalències entre aquestes són:
- 1 joule (J) = 1 N·m (newton metre)
- 1 J = 1 W·s (watt segon)
- 1 J = 2,7778 ×10−7 kW·h (quilowatt-hora)
- 1 J = 6,24150974 × 1018 eV (electró-volt)
- 1 J = 0,239 cal (calories)
- 1 J = 1 Pa·m³ (pascal-metre cúbic)

## Llei de la conservació de l'energia

Sistema mecànic en el qual idealment es conserva l'energia, si es considera el xoc totalment elàstic i es negligeix el fregament

El teorema de Carnot en termodinàmica diu que, ni tan sols idealment, és possible convertir tota l'energia en treball útil en cap procés: sempre n'hi haurà una part que es dissiparà en forma de calor. En la pràctica, cada transformació d'energia en un sistema real suposa una pèrdua de rendiment energètic

L'energia és subjecta a la llei de la conservació de l'energia, que indica que l'energia no pot ser creada ni destruïda, només pot ser transformada.
Molts tipus d'energia, amb la gravitatòria com una excepció important, també són sotmesos a estrictes normes locals de conservació. De manera que l'energia només es pot intercanviar entre regions adjacents de l'espai, i qualsevol observador coincidirà sobre la densitat d'energia en un volum donat de l'espai. També hi ha una llei global de la conservació de l'energia que estableix que l'energia total de l'Univers no canvia, cosa que és una conseqüència directa, un corol·lari, de la llei local de conservació. La conservació de l'energia és una conseqüència matemàtica de la simetria de translació del temps, és a dir, la impossibilitat de diferenciar intervals temporals presos en diferents moments. (Vegeu el teorema de Noether).
La llei de conservació és un principi fonamental de la física que es deriva de la simetria de translació del temps, una propietat de molts fenòmens a escala còsmica que els fan independents de la seva localització en les coordenades del temps. Ahir, avui o demà són físicament indiferenciables.
Això és així perquè l'energia és una magnitud que és una variable conjugada amb el temps. Aquesta imbricació de l'energia i el temps comporta un principi d'incertesa: és impossible de definir la quantitat exacta d'energia durant qualsevol interval definit de temps. Aquest principi d'incertesa no s'ha de confondre amb la conservació de l'energia, encara que proporcioni uns límits matemàtics entre els quals es pot definir i mesurar l'energia.
En mecànica quàntica, l'energia s'expressa mitjançant l'operador hamiltonià; en qualsevol escala temporal, la incertesa de l'energia vindrà donada per:
{\displaystyle \Delta E\Delta t\geq {\frac {\hbar }{2}}}
que té una forma similar al principi d'incertesa de Heisenberg, però no són matemàticament equivalents, ja que H i t no són variables conjugades ni en mecànica clàssica ni en mecànica quàntica.
En física de partícules, aquesta desigualtat permet una comprensió qualitativa de les partícules virtuals que transporten un moment que intercanvien amb partícules reals, responsable de la creació de totes les forces fonamentals conegudes. El fotons virtuals (que són l'estat d'energia quàntica més baix dels fotons) també són els responsables de les interaccions electroestàtiques entre càrregues elèctriques (que comporten la llei de Coulomb), de la desintegració radioactiva per fissió espontània dels estats nuclears excitats, de l'efecte Casimir, de la força de van der Waals i d'altres fenòmens observables.

## Fonts d'energia primària

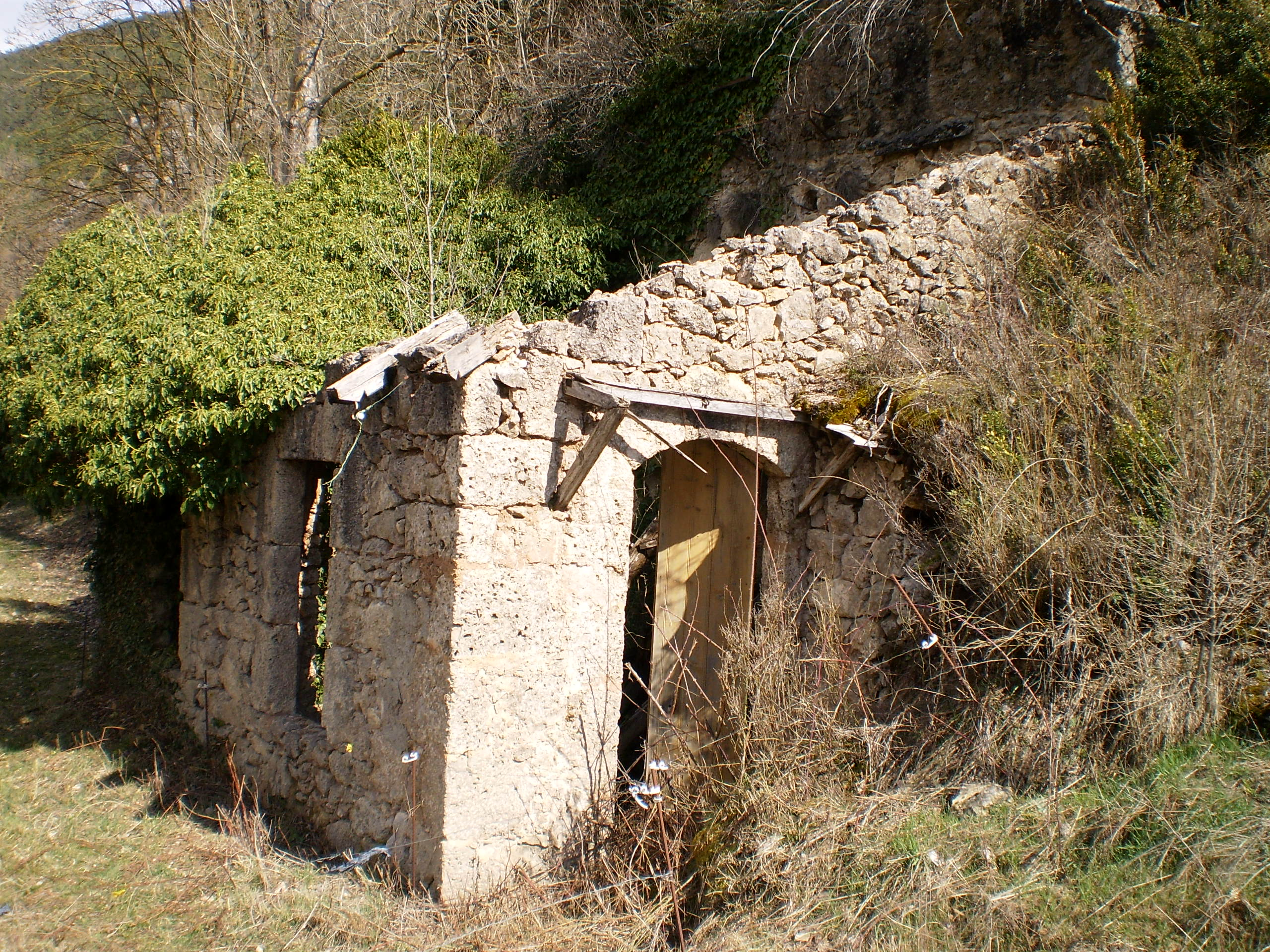
Tuixent s'abastava d'electricitat per mitjà d'una central minihidràulica pròpia autogestionada. Ara la compra a la xarxa elèctrica estatal, que prové majoritàriament de centrals tèrmiques i nuclears que funcionen amb combustibles no renovables

## Energia i economia

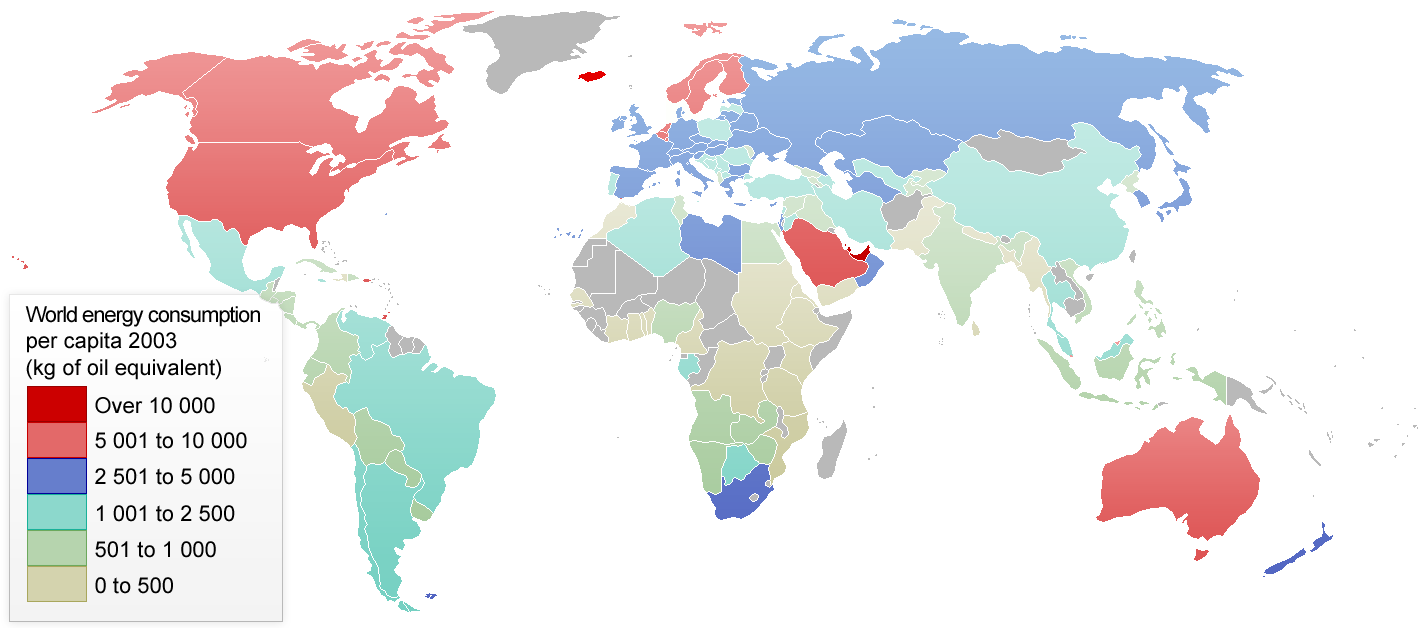
Mapa amb el consum d'energia mitjà per persona l'any 2003